# Троян Белисарио
Троян Ейвъри Белисарио (на английски: Troian Avery Bellisario) е американска актриса.

## Биография

### Произход и образование
Белисарио е родена на 28 октомври 1985 г. в Лос Анджелис, Калифорния, САЩ. Дъщеря е на телевизионния продуцент Доналд Белисарио и на актрисата Дебора Прат. Има двама доведени братя – Шон Мъри и Чад Мъри, също актьори. Полусестра е на Майкъл Белисарио. Има афроамерикански, френски, английски, италиански и сръбски произход.
Завършва Южнокалифорнийския университет.

### Кариера
Дебютира в телевизията едва на 3-годишна възраст във филма „Last Rites“. От 1990 до 2007 г. е гост в най-различни предавания като Quantum Leap, Tequila and Bonetti, JAG, First Monday and NCIS, всички продуцирани от баща ѝ. Партнира си с близначките Ашли Олсън и Мери-Кейт Олсън във филма Billboard Dad.
От 2006 г. се изявява в кратки и самостоятелни филми. През 2009 г. става част от актьорския състав на сериала „Малки сладки лъжкини“ на ABC Family. Там играе ролята на Спенсър Хейстингс, една от „лъжкините“. Партнира си с Луси Хейл, Ашли Бенсън, Саша Питърс и Шей Мичъл.

## Филмография

### Телевизия
- Quantum Leap (1990) – Тереса
- Tequilla and Bonetti (1992) – Тереса Гарсия
- JAG (1998) – Ерин Тери
- First Monday (2002) – Кимбърли Бейрън
- NCIS (2005/06) – Сара Макгий
- Малки сладки лъжкини (Pretty Little Liars) (2010) – Спенсър Хейстингс
- Lauren (2012 – 2013)

### Филми
- Last Rites (1988)
- Billboard Dad (1998) – Кристен
- Unspoken (2006) – Джани
- Archer House (2007) – Тейтъм
- Interest (2009) – Виктория
- Before the Cabin Burned Down (2009) – Мег
- Consent (2010) – Аманда
- Peep World (2010)
- The Come up (2012) – Джесика
- Joyful Girl (2012) – Бел
- G.O.G (2013) – Дженифър
- Exiles (2013) – Жулиет
- Martyrs (2015)
- Feed (2017)
- Still A Rose (2015)
- Sisters Cities (2016)
- Immediately Afterlife (2014)
- Surf Noir (2015)
- Before the Cabin Burned Down (2009)
- A November (2011)
- Archer House (2007)
- Pleased to Meet You (2012)

## Награди и номинации
| Година | Награда                   | Катетория                                                        | Работа               | Резултат  |
| ------ | ------------------------- | ---------------------------------------------------------------- | -------------------- | --------- |
| 2010   | Vison Fest                | Най-добро изпълнение(Женска роля)                                | Consent              | Победител |
| 2010   | First Glance Philadelphia | Най-добра актриса                                                | Consent              | Победител |
| 2011   | Young Hollywood Awards    | Каст за гледане (споделена с Луси Хейл, Ашли Бенсън и Шей Мичъл) | Малки сладки лъжкини | Победител |
| 2011   | Teen Choice Awards 2011   | Избор за Лятна TV Звезда: Жени                                   | Малки сладки лъжкини | Победител |
| 2012   | Teen Choice Awards 2012   | Избор за Лятна TV Звезда: Жени                                   | Малки сладки лъжкини | Победител |
| 2013   | IAWTV Award               | Най-добро женско изпълнение(Драма)                               | Lauren               | Номиниран |
| 2013   | New York Festivals        | Най-добро изпълнение на актриса                                  | Lauren               | Победител |
| 2013   | Streamy Awards            | Най-добро женско изпълнение(Драма)                               | Lauren               | Номиниран |
| 2013   | Teen Choice Awards 2013   | Избор за TV Актриса: Драма                                       | Малки сладки лъжкини | Победител |
|        |                           |                                                                  |                      |           |